# Kaplica „Na Wodzie” św. Józefa Robotnika w Ojcowie
Kaplica „Na Wodzie” – kaplica w miejscowości Ojców na terenie Ojcowskiego Parku Narodowego, u podnóży skał zwanych Prałatkami. Jest zabytkowym drewnianym obiektem sakralnym pod wezwaniem świętego Józefa Rzemieślnika (Robotnika).
Wzniesiona została w 1901, w miejscu dawnych łazienek zdrojowych „Goplana”. Wzniesiono ją na betonowych fundamentach okrakiem nad dwoma brzegami potoku Prądnik. Jak głosi legenda, niezwykłe usytuowanie obiektu wynikało z ominięcia w ten sposób carskiego zakazu budowania na ziemi ojcowskiej, zbudowano więc kaplicę na wodzie.
Kapliczka utrzymana jest w stylu tzw. szwajcarsko-ojcowskim. Elementy architektury alpejskiej widoczne są w ażurowej wieżyczce-sygnaturce. Natomiast wnętrze nawiązuje do stylu zakopiańskiego, modnego na początku XX wieku. Są w niej 3 ołtarze o kształcie szczytów chłopskich chałup. W ołtarzu głównym jest symboliczne słońce, 5 świętych i namalowany w 1901 r. przez jedną z kuracjuszek „Goplany” obraz Matki Boskiej Wspomożenia. Są w nim również elementy patriotyczne; po bokach ołtarza umieszczono 2 orły unoszące się nad trzema podnoszącymi się do góry wężami. Orły symbolizują Polskę, 3 węże – trzech zaborców.
Przed kaplicą znajduje się łąka zwana polaną Goplana i źródło św. Jana.

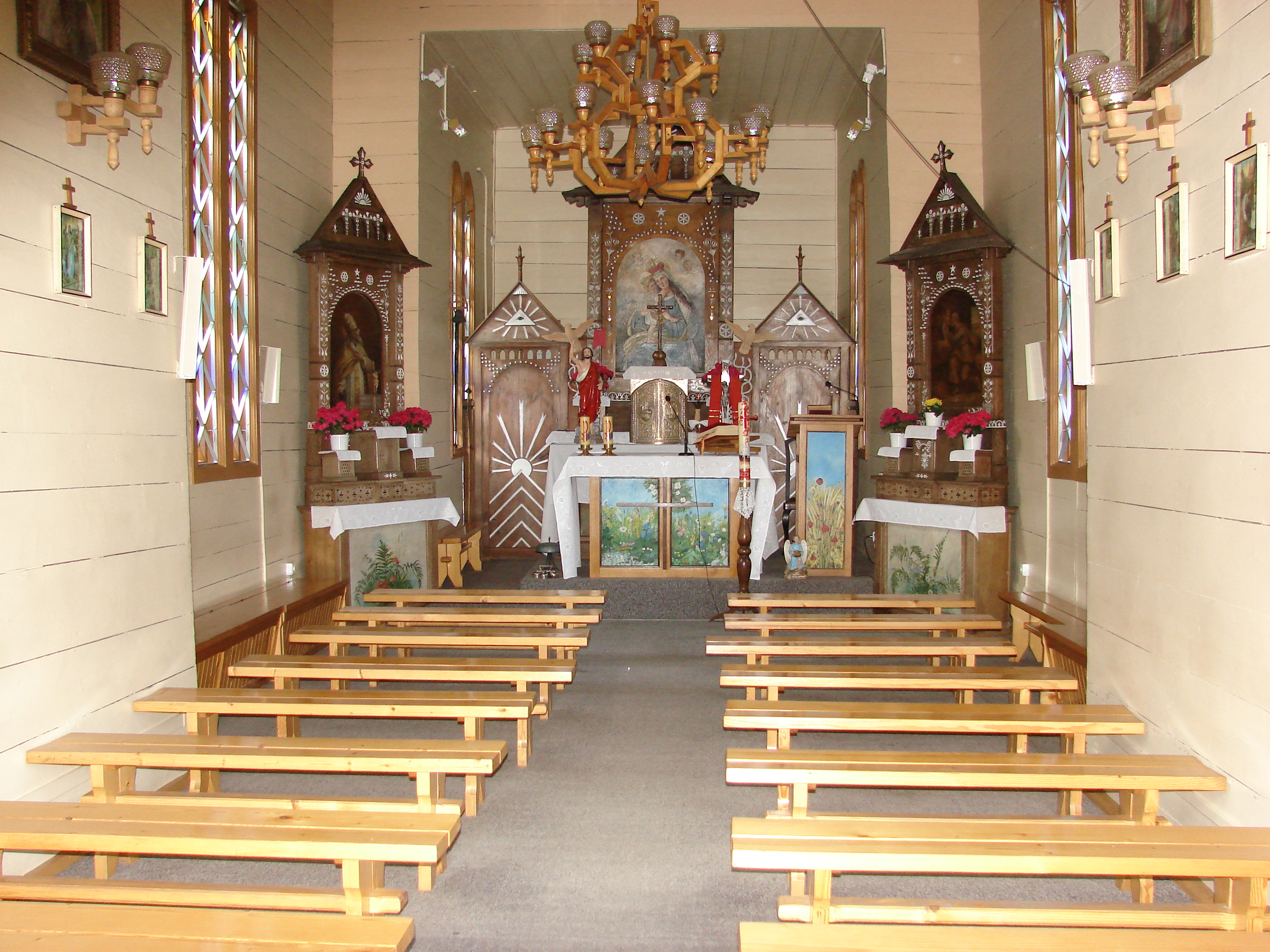
Wnętrze Kapliczki „Na Wodzie”
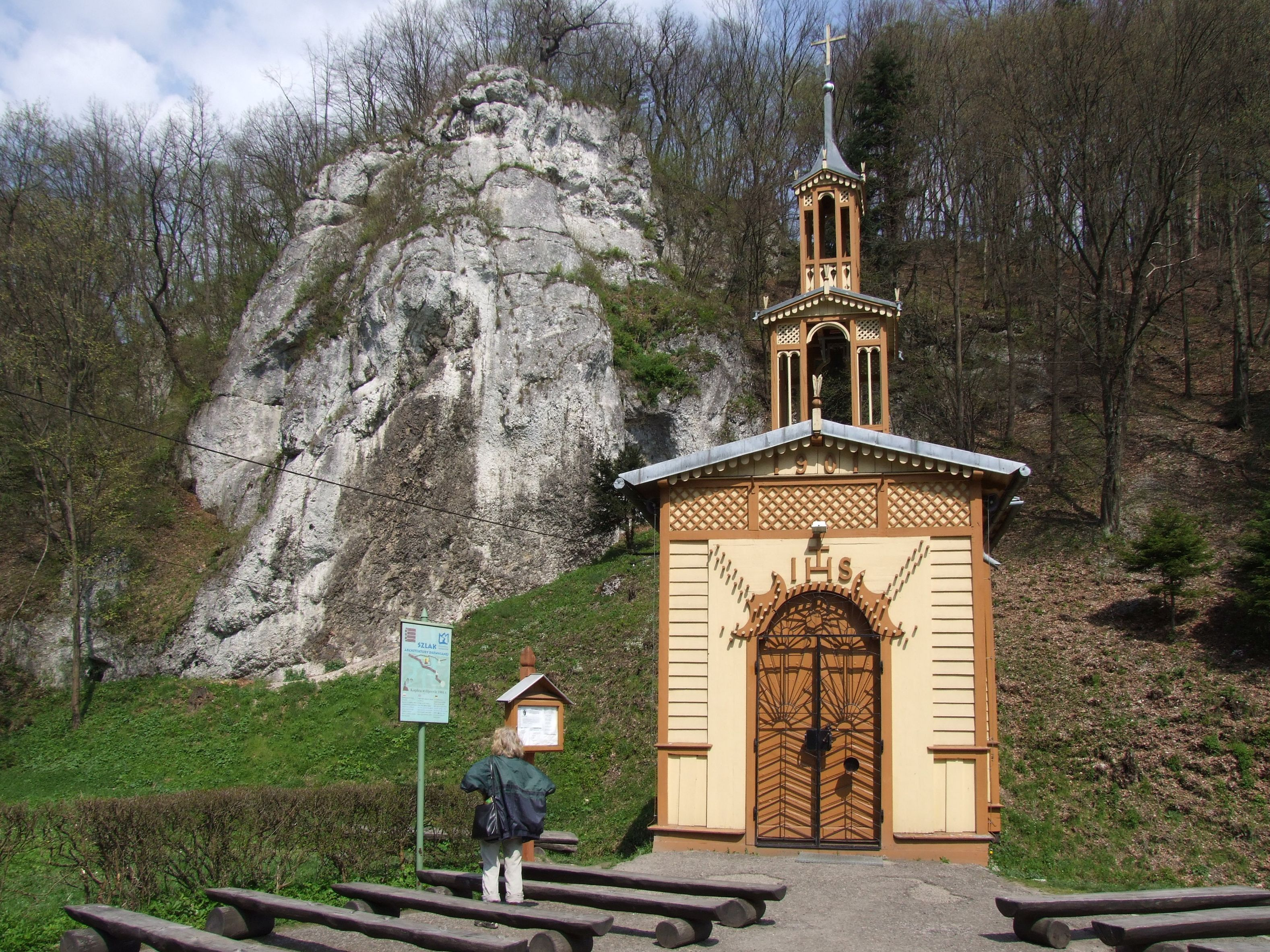
Widok od frontu
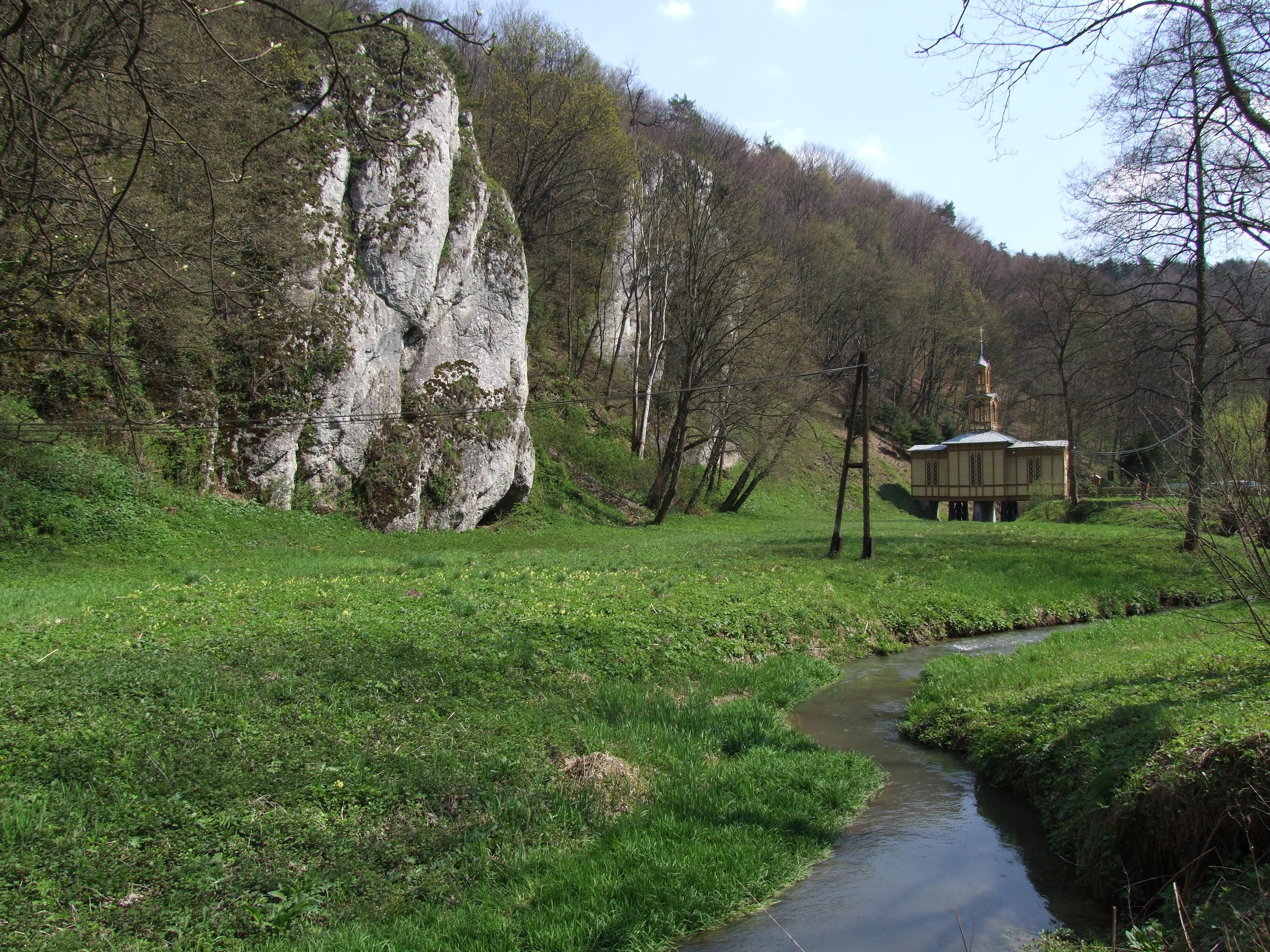
Widok od północy